# Arnold Martignoni
Arnoldo Giovanni Martignoni (né le 19 mai 1901 à Saint-Moritz, mort le 9 mars 1984 à Samedan) est un joueur professionnel suisse de hockey sur glace.

## Biographie
Il est le frère d'Adolf Martignoni. De 1917 à 1920, il suit avec succès un apprentissage de ferblantier dans les établissements d'enseignement de la ville de Berne. En 1932, il épouse Orsina Tgetgel (née le 7 avril 1905, morte le 23 mai 1974 à Samedan).

## Carrière

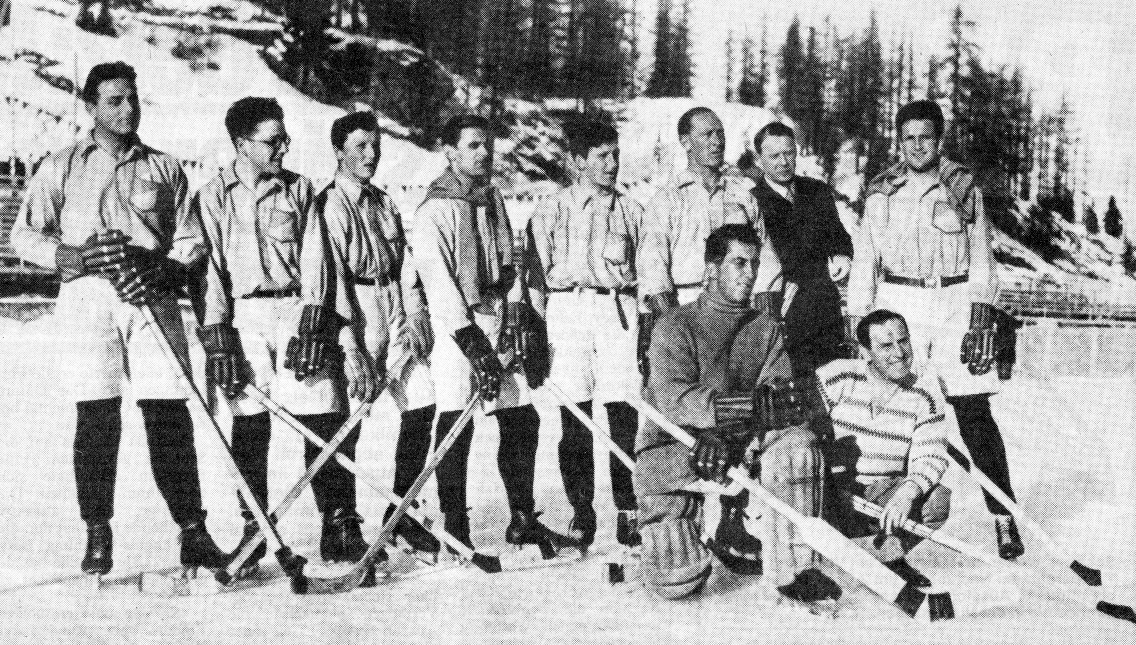

Arnold Martignoni fait toute sa carrière au HC Saint-Moritz, où il joue depuis l'âge de dix ans. Avec ce club, il est champion national en 1922, en 1923 et en 1928.
Après un séjour aux États-Unis (de 1924 à 1925), il est gardien de but de l'équipe de Suisse de hockey sur glace de 1926 à 1928. Il remporte le championnat d'Europe 1926 à Davos. Il est présent aux Jeux olympiques de 1928 à Saint-Moritz où la Suisse remporte la médaille de bronze. Il participe aussi auparavant au championnat d'Europe 1923.
En raison d'un accident d'entraînement, dans lequel il est accidentellement touché par une rondelle à l'œil, Martignoni met fin à une carrière sportive intense fin 1929 avant d'arrêter définitivement en 1931.